# 암스텔 (맥주)
암스텔(네덜란드어: Amstel)은 네덜란드의 맥주 양조장이다. 1870년 설립되었다. 1968년 하이네켄에 인수되었고, 양조 공장은 1982년에 문을 닫고 생산은 주테르바우더에 있는 하이네켄 본사로 이전되었다.